# Långtjärn (naturreservat)
Långtjärn är ett naturreservat i Orsa kommun i Dalarnas län.
Området är naturskyddat sedan 2012 och är 8 hektar stort. Reservatet omsluter östra delen av Långtjärnen och består av åsryggar bevuxna med tallskog.